# Гибель Богов (книга)
Гибель Богов (Книга Хагена) — первая книга цикла «Летописи Хьёрварда» российского писателя Ника Перумова.
«Гибель Богов» стала первой книгой Перумова после нашумевшего «Кольца Тьмы» и первой, написанной по собственному сеттингу. Книга переведена на английский (под названием Godsdoom), польский, чешский, эстонский и латышский языки.

## Сюжет
Власть над Упорядоченным, сферой множества миров, принадлежит Молодым Богам, когда-то победившим в великой битве Древних Богов — исконных владык Упорядоченного. Но их время проходит. Один из Истинных Магов — Хедин, у которого закончилось время тысячелетнего изгнания, и его ученик — воин, от рождения наделённый магической силой, по имени Хаген, готовят восстание, которое покончит с властью Молодых Богов. Цель их восстания — освобождение Ракота Восставшего, бывшего властелина Тьмы, что приводит к непредвиденным последствиям, в ходе которых и решится судьба Упорядоченного.

## Герои книги

### Главные герои
- Хедин, Познавший Тьму — Истинный Маг, учитель Хагена и названый брат Ракота Восставшего. За века своего изгнания познал множество неведомых другим магам заклинаний и приготовил план их применения при Восстании. Изгнав Молодых Богов с помощью Орлангура, вместе с Ракотом становится одним из Новых Богов Упорядоченного.
- Хаген — ученик Хедина, маг-воин, тан Хединсея. Женат, имеет сына. Погиб от руки Брана Сухой Руки при последней обороне Хединсея, но был воскрешён уже богом Хедином, который потерял власть учить Хагена.
- Ракот Восставший — падший Истинный Маг, навечно заточённый Молодыми Богами и своим Поколением на Дне Миров, откуда его с помощью новообретённых заклинаний вытаскивает Хедин. Мечтает отомстить Молодым Богам за заточение. При победе над Молодыми Богами становится одним из Новых Богов.
- Старый Хрофт (Один) — единственный из Древних Богов, которого Молодые Боги пощадили после битвы на Боргильдовом поле. С тех пор он пребывает в изгнании. Именно он рассказал Истинным Магам Хедину и Ракоту, что Молодые Боги не всегда властвовали над Упорядоченным. Мечтает отомстить Молодым Богам за погибель своих собратьев. Снова став Богом Одином, он решает избавляться от зла в Хьёрварде.
- Сигрлинн — Истинный Маг, член Совета Поколения, бывшая возлюбленная Хедина, покровительница Хранимого Королевства, служила в свите Ялини. Поначалу не видит никакого смысла в Восстании Хедина и помогает Мерлину, но позже из-за Неназываемого отчасти присоединяется к Познавшему Тьму и Восставшему. Погибла телесно от руки своей бывшей ученицы — Ночной Всадницы, но удержана на грани жизни и смерти в последний момент богом Хедином.
- Мерлин — глава Совета Поколения Истинных Магов, формально сильнейший чародей Поколения, создатель и владыка магического острова Авалон. Ненавидит Хедина и Ракота, мечтая, чтобы они предстали перед Судом Богов. Став богом, Хедин с жалостью смотрит на Мерлина и на всё своё «неразумное» поколение.

### Герои второго плана
- Воины Хединсея:
  - Фроди — телохранитель Хагена, в начале романа посланный им вместе с Гудмундом предупредить Хранителей Рёдульсфьёлля; погиб при обороне Хединсея.
  - Гудмунд — телохранитель Хагена, вопреки воле тана посетивший монастырь Бруневагар и спасший ученицу Сигрлинн от рук адептов Дальних. Погиб при последней обороне Хединсея.
  - Орк — предводитель гоблинов Восточного Хьёрварда, выступивший под знамёнами Хагена.
- Истинные Маги:
  - Макран и Эстери — волшебник и волшебница из Поколения Хедина, его давние конкуренты и ненавистники.
  - Шендар — заместитель главы Совета Поколения.
  - Фелосте — волшебница, ради желания покончить с Хедином зачавшая Дитя Горя и тем самым обрекшая своё Поколение на вымирание.
- Молодые боги:
  - Ямерт — глава пантеона Молодых богов, владыка солнечного света. Полностью уверен в своих силах и из-за этого не всегда дальновиден. После вторжения Неназываемого решает покинуть Упорядоченное бегством, однако остановлен Новыми Богами и, потеряв власть над Упорядоченным, скрывается вместе со своими братьями и сёстрами.
  - Ямбрен — владыка воздуха и ветров.
  - Яэт — владыка царства мёртвых.
  - Ялмог — владыка вод.
  - Явлата — владычица звёзд.
  - Ятана — владычица животного мира.
  - Ялини — владычица зелёного мира. Единственная из Молодых Богов обладала милосердием, не выносила насилия, благодаря ей в прошлом спаслись от смерти Хрофт и Ракот.
- Дальние и их аколиты: настоятель обители Бруневагар и его собратья. Они обладают огромной силой, с которой не справиться и Истинным Магам, именно они пленили Сигрлинн, но позже она сумела вырваться.
- Обитатели Источника Миров:
  - Мимир — последний из ётунов, уцелевший на Боргильдовом поле и поставленный Молодыми богами стражем Источника Миров. Он настроен против Восстания, хотя потом соглашается с Хрофтом и разрешает взять им из Источника Амулет Ямерта. В конце книги предстаёт перед Новыми Богами вместе с Хозяином Горы — одним из чудом уцелевших Древних Богов Южного Хьёрварда.
  - Бран Сухая Рука — обитатель мира Источника Мимира, предводитель поселения у Источника. Сначала он помогал Хагену добраться до Пса, а потом, когда в Хьёрварде загорелись деревни, напал, используя неизвестный вид магии, на остров Хагена. Убил Хагена ножом Хрофта, но и сам погиб от ранения; его души Хедин найти нигде не сумел.

## Интересные факты
- Большинство имён, названий и мотивов, упоминающихся в книге, происходит из германо-скандинавской мифологии (например, упоминающийся в книге Асгард — в скандинавской мифологии небесный город, обитель богов-асов; Старый Хрофт — скандинавский Один; йотун Мимир; и т.д.).
- Имя «Хаген» и название самой книги были позаимствованы из средневековой германской эпической поэмы «Песнь о Нибелунгах» и оперы «Гибель богов», созданной по мотивам этой поэмы. В частности, в тексте книги от лица Хедина, учителя Хагена, говорится, что последний получил своё имя «...в честь Хагена из Тронье, приближённого королей Вормса».